# Das Mädchen mit den Schwefelhölzern (2013)
Das Mädchen mit den Schwefelhölzern ist ein deutscher Märchenfilm aus dem Jahr 2013. Er beruht auf dem Märchen Das kleine Mädchen mit den Schwefelhölzern des dänischen Dichters Hans Christian Andersen. Die Produktion entstand im Rahmen der sechsten Staffel der Märchenfilm-Reihe Sechs auf einen Streich, die das Erste Deutsche Fernsehen im Weihnachtsprogramm 2013 erstmals ausstrahlte.

## Handlung
Der 9 1⁄2-jährige Emil lebt im Waisenhaus „Landfried“ und ist dort mit der etwas älteren Inga eng befreundet. Ingas Eltern sind bei einem Unfall ums Leben gekommen. Sie trägt ein magisches Amulett bei sich, in dem, wenn sie darauf pustet, das Bild ihrer Eltern erscheint, was ihr Kraft gibt. Die kaltherzige Hausmutter, Frau Landfried, lässt die Kinder hart arbeiten, um sich unter dem Vorwand der Verbesserung der Lebensbedingungen im Heim selbst zu bereichern. Sie behandelt die Kinder mit kalter Herablassung und äußerster Härte: Wer die geforderte Leistung nicht erbringt, wird mit dem Stock bestraft.
Am Weihnachtstag müssen die hungrigen und frierenden Kinder auf dem Markt in der nahe gelegenen Stadt Schwefelhölzer verkaufen. Demjenigen, der die meisten Groschen mit nach Hause bringt, winkt eine Keule der gebratenen Weihnachtsgans als Belohnung. Inga erregt mit ihrem Mut und ihrer kräftigen Stimme bei den zumeist erfolglosen Bemühungen die Aufmerksamkeit des diensthabenden Gendarms, der sich als freundlich erweist und ihr ein Hölzchen abkauft.
Da Emil Angst vor der angedrohten Züchtigung hat, übergibt ihm Inga selbstlos das wenige verdiente Geld, indem sie ihm drei seiner Hölzer abkauft, und begibt sich allein auf die Suche nach weiterer Kundschaft. Dabei begegnet sie einem unbekannten Mann, der scheinbar mit dem Schicksal ihrer Familie vertraut ist und tröstende Worte findet. Da sie nicht ins Heim zurückwill, läuft sie zu ihrem nun verfallenen Elternhaus, wo sie der Fremde wieder erwartet. Da ihr sehr kalt ist, zündet sie verbotenerweise eines ihrer Hölzchen als Wärmespender an, worauf das festlich geschmückte Wohnzimmer aus alten Tagen erscheint. Doch sobald das Hölzchen erlischt, ist auch die Vision vorbei. Von dem Fremden ermutigt zündet sie ein weiteres Hölzchen an, wobei das gesamte Bündel in Brand gerät. Daraufhin findet Inga hinter einem Vorhang auch ihre Eltern, die sie herzlich willkommen heißen, während das Bündel Schwefelhölzchen abbrennt.
Emil hat das Waisenhaus spätabends verbotenerweise verlassen, um Inga zu suchen. Er trifft auf den hilfsbereiten Gendarmen und fasst Vertrauen zu ihm, klärt ihn über die Zustände im Heim auf und begibt sich mit ihm auf die Suche nach seiner verschwundenen Freundin. In Ingas Elternhaus finden sie sie leblos vor, das abgebrannte Bündel Schwefelhölzer in der Hand. Ihre Visionen haben sie in Anwesenheit des Fremden (offenbar ein Engel) sanft in den Erfrierungstod begleitet, sie ist nun tatsächlich mit ihren Eltern vereint.
Zeitsprung: Der 20-jährige Emil ist neuer Heimleiter des Waisenhauses, das jetzt „Frieden“ heißt. Der Gendarm und seine Frau geben gerade eine großzügige Spende für die Kinder ab. Emil kümmert sich fürsorglich um die Waisenkinder und gibt auch Frau Landfried nach ihrer Entlassung aus dem Gefängnis als Angestellte eine zweite Chance – sie kann durch Arbeiten ihr Auskommen verdienen, wird aber nicht schlecht behandelt. Emil trägt Ingas Amulett bei sich, in dem nun Ingas Bild statt das ihrer Eltern erscheint, und bleibt auf diese Weise mit seiner Freundin verbunden.

## Vergleich zur literarischen Vorlage
Das zentrale Motiv eines kleinen, dürftig gekleideten Mädchens, das unter Androhung von körperlicher Züchtigung zum Jahresende Schwefelhölzer verkaufen muss, wurde in der Verfilmung beibehalten. Im Gegensatz zum Werk von Hans Christian Andersen besitzt die Adaption von Drehbuchautor David Ungureit eine zusätzliche Rahmenhandlung, die sich an Weihnachten statt am Silvesterabend ereignet. Die Geschichte um das Waisenhaus ermöglichte zudem einen dramaturgischen Eingriff, um das tragische Ende mit einem optimistischen Ausblick zu versehen.
Der Name des Mädchens bleibt bei Andersen unbekannt, während es im Film Inga heißt. Darüber hinaus besitzt es festes Schuhwerk, während das Mädchen im Originalmärchen die zu großen Pantoffeln seiner Mutter trägt und diese am Anfang der Erzählung verliert. Damit ist es gezwungen, barfuß im Schnee zu laufen, wodurch das Leiden in der Kälte eine zusätzliche Intensität erfährt. Die Bestrafung bei ausbleibendem Verkaufserfolg geht in der Verfilmung von der Heimleiterin statt von seinem Vater aus. Inga träumt nicht wie die Figur bei Andersen von ihrer Großmutter und gleitet mit ihr in den Himmel, sondern sieht nach dem Anzünden der Schwefelhölzer ihre Eltern in den Visionen. Während sie in der Verfilmung von ihrem Freund Emil begleitet wird, ist das Mädchen im Märchen auf sich allein gestellt und wird nach ihrem Tod auch nicht vermisst. Bei Andersen erfriert sie mit rot und blau gefrorenen Füßen in einem Winkel zwischen zwei Häusern, während Inga in den Überresten ihres Elternhauses ums Leben kommt.

## Hintergrund

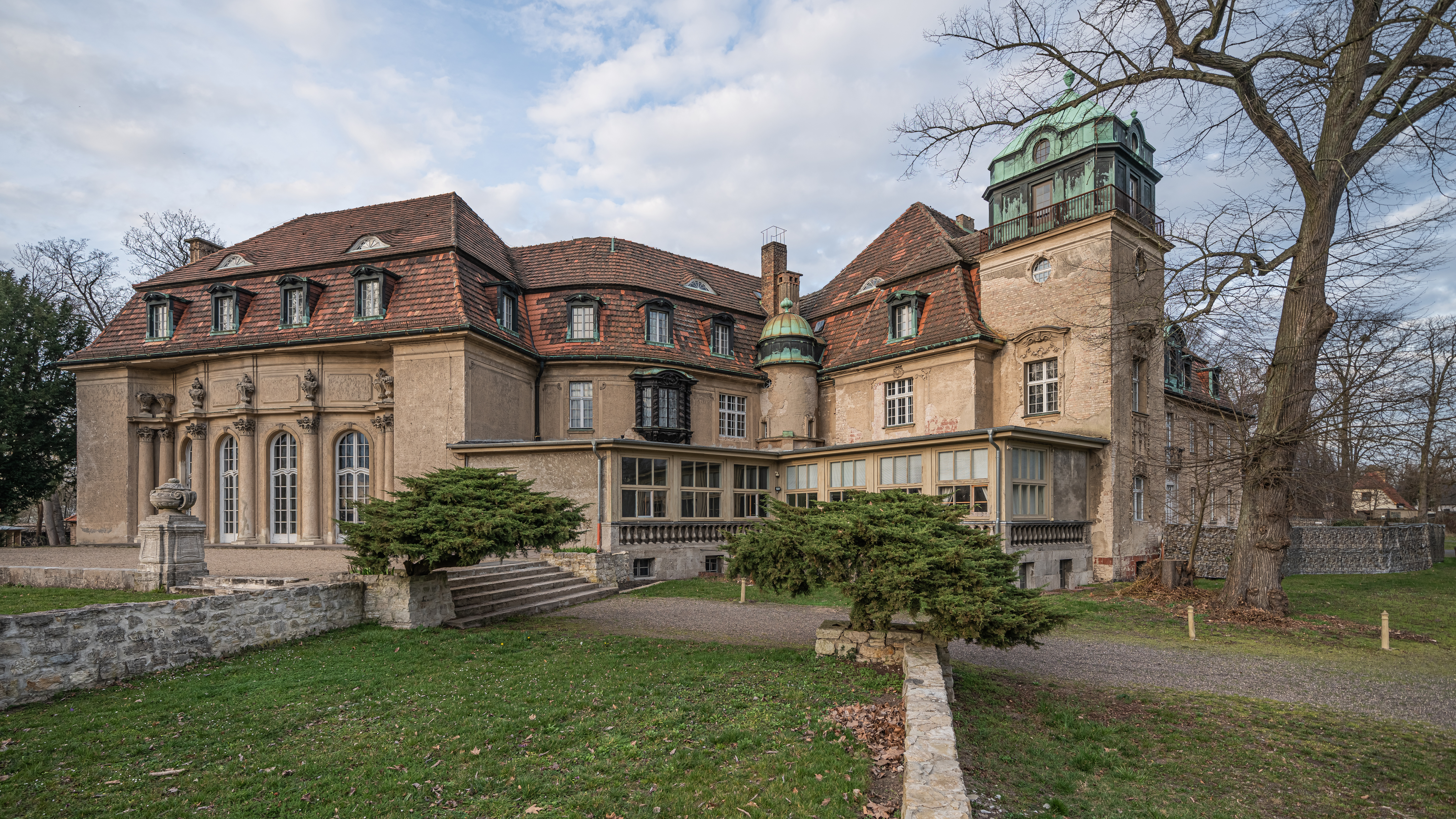
Schloss Marquardt bildete die Außenkulisse für das Waisenhaus.

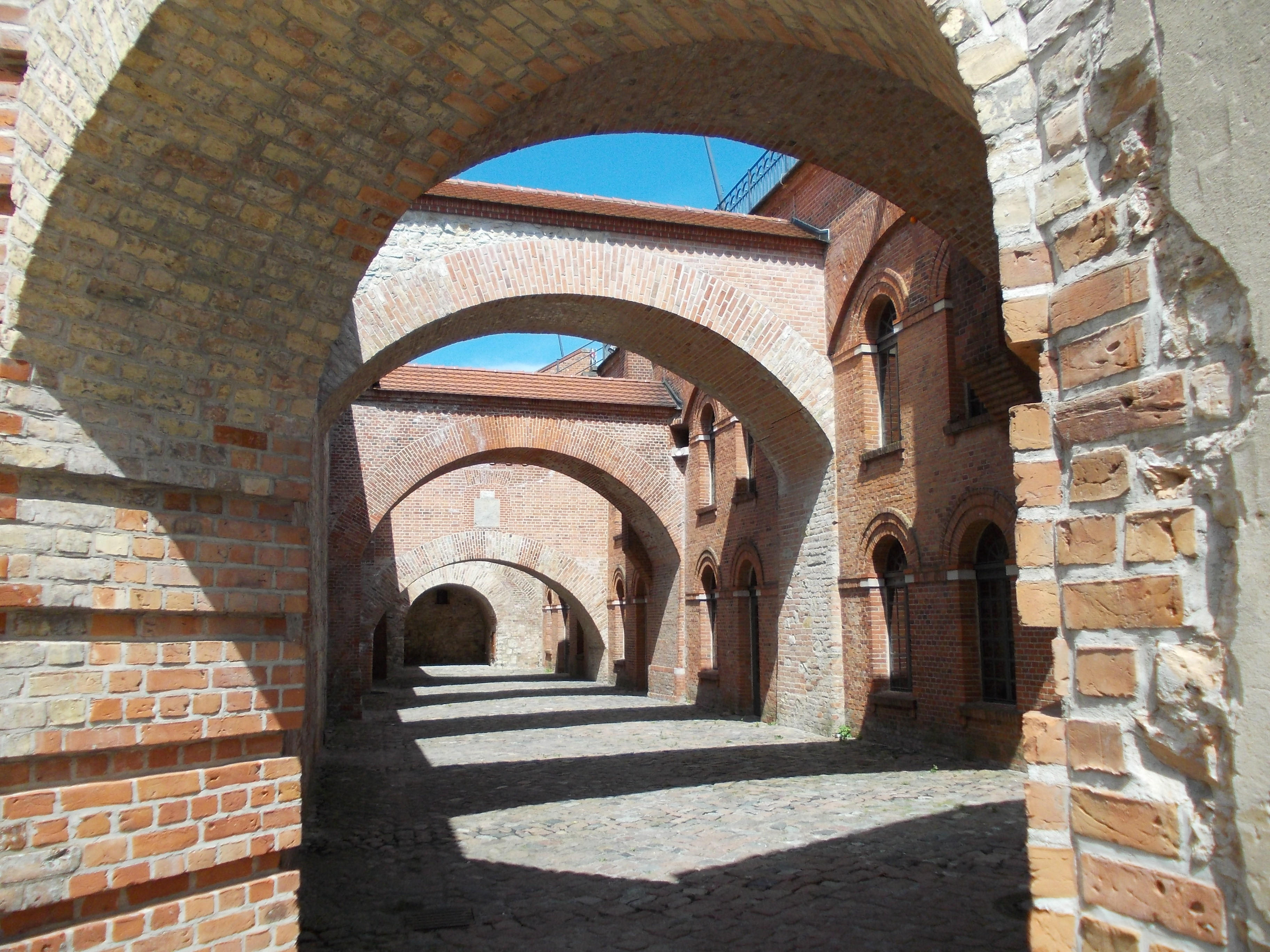
Auf den Italienischen Höfen in der Zitadelle Spandau wurde der historische Weihnachtsmarkt errichtet.

Der Film wurde von der Askania Media Filmproduktion im Auftrag der ARD unter der Federführung des Rundfunks Berlin-Brandenburg (Redaktion: Sabine Preuschhof) und des Saarländischen Rundfunks (Redaktion: Andrea Etspüler) produziert. Gedreht wurde im Februar und März 2013 auf Schloss Marquardt bei Potsdam sowie in der Zitadelle Spandau in Berlin.
Die Erstausstrahlung erfolgte am 25. Dezember 2013 auf Das Erste und erzielte eine Einschaltquote von 2,10 Millionen Zuschauern und 14,7 Prozent Marktanteil. Die DVD-Veröffentlichung erschien bereits am 14. November 2013.

## Auszeichnungen
Bei den Chicago International Film Festival Television Awards erhielt das Märchen im April 2014 in der Kategorie Kinderprogramm die Auszeichnung in Silber.
Anfang Juli 2014 gewann der Film im Rahmen des 32. Filmfestes München den Kinder-Medien-Preis Der weiße Elefant für die Beste Regie TV-Film und die Beste TV-Nachwuchsdarstellerin.
Die Produktion war zudem für den Grimme-Preis 2014 in der Kategorie Sonderpreis Kultur nominiert.

## Kritiken
„Das Mädchen mit den Schwefelhölzern ist das ideale Märchen für die weihnachtliche ARD-Reihe Sechs auf einen Streich. Dieser nachdenkliche, besinnliche 60-Minüter nach Hans Christian Andersen kommt nicht im naiven, altklugen Märchenfilm-Modus daher, entsagt der einfallslosen Und-dann-und-dann-Dramaturgie und macht Kinder nicht (nur) zu Objekten der Rührung, sondern begegnet ihnen auf Augenhöhe. Nuancierte Kinderdarsteller, eine doppelbödig spielende Kunzendorf, bestechendes Zusammenspiel der Gewerke.“

„Die Adaption der Geschichte vom Mädchen mit den Schwefelhölzern ragt derart aus dem diesjährigen Angebot heraus, dass die anderen Beiträge beinahe verblassen. […] Für kleine Kinder ist die Geschichte möglicherweise zu düster, zumal die finstere Frau Landfried bis ins Mark böse ist. Aber mit Hilfe einer kleinen dramaturgischen künstlerischen Freiheit ist es Ungureit gelungen, der Verfilmung doch noch ein positives Ende zu geben, ohne Andersen untreu zu werden. Und die Bildgestaltung ist dank einiger ausgeklügelter Fahrten und mehrerer überraschender Perspektiven herausragend.“